# Asphondylia lupulinae
Asphondylia lupulinae är en tvåvingeart som beskrevs av Jean-Jacques Kieffer 1909. Asphondylia lupulinae ingår i släktet Asphondylia och familjen gallmyggor. Inga underarter finns listade i Catalogue of Life.